# Богда (Тимиш)
Богда (рум. Bogda) насеље је у Румунији у округу Тимиш у општини Богда. Oпштина се налази на надморској висини од 146 m.

## Историја
Аустријски царски ревизор Ерлер је 1774. године констатовао да место "Неухоф" припада Сентмиклошком округу, Липовског дистрикта. Ту је римокатолички црква а становништво је било немачко.

## Становништво
Према подацима из 2002. године у насељу је живело 470 становника.

### Попис2002.
| Расподела становништва по националности 2002.‍ | Расподела становништва по националности 2002.‍ | Расподела становништва по националности 2002.‍ | Расподела становништва по националности 2002.‍ | Расподела становништва по националности 2002.‍ |
| --------------------------------------------- | --------------------------------------------- | --------------------------------------------- | --------------------------------------------- | --------------------------------------------- |
|                                               |                                               |                                               |                                               |                                               |
| Румуни                                        | Румуни                                        |                                               | 434                                           | 92,7%                                         |
| Мађари                                        | Мађари                                        |                                               | 8                                             | 1,7%                                          |
| Роми                                          | Роми                                          |                                               | 3                                             | 0,6%                                          |
| Украјинци                                     | Украјинци                                     |                                               | 12                                            | 2,6%                                          |
| Немци                                         | Немци                                         |                                               | 11                                            | 2,4%                                          |

### Хронологија
| Година       | 1992 | 1993 | 1994 | 1995 | 1996 | 1997 | 1998 | 1999 | 2000 | 2001 | 2002 | 2003 | 2004 | 2005 | 2006 | 2007 | 2008 | 2009 | 2010 | 2011 | 2012 | 2013 | 2014 | 2015 | 2016 | 2017 |
| ------------ | ---- | ---- | ---- | ---- | ---- | ---- | ---- | ---- | ---- | ---- | ---- | ---- | ---- | ---- | ---- | ---- | ---- | ---- | ---- | ---- | ---- | ---- | ---- | ---- | ---- | ---- |
| Становништво | 556  | 526  | 496  | 488  | 485  | 485  | 480  | 467  | 466  | 453  | 442  | 432  | 438  | 429  | 427  | 432  | 445  | 435  | 436  | 426  | 478  | 480  | 474  | 461  | 515  | 498  |